# Mkfifo
mkfifo – polecenie Uniksa tworzące potok.

## Składnia
```
mkfifo
 [
opcje
] 
nazwa_pliku
```

## Opcje
−m mode, −−mode=mode 
Tworzonemu FIFO nadaje prawa dostępu zgodnie z parametrem mode, przekazanym w formie symbolicznej, jak w chmod.
```
0400 - Dozwolony jest odczyt dla użytkownika, który utworzył FIFO.
0200 - Dozwolony jest zapis dla użytkownika, który utworzył FIFO.
0040 - Dozwolony jest odczyt dla grupy użytkownika, który utworzył FIFO.
0020 - Dozwolony jest zapis dla grupy użytkownika, który utworzył FIFO.
0004 - Dozwolony jest odczyt dla wszystkich innych użytkowników.
0002 - Dozwolony jest zapis dla wszystkich innych użytkowników.
```

−−help
Wydrukuj na stdout informacje, o użyciu i zakończ program. 

−−version
Wydrukuj na stdout informacje, o wersji i zakończ program.
Funkcja zwraca 0 przy pomyślnym stworzeniu FIFO, a w razie porażki - wartość ujemna.